# Luigi Renzo

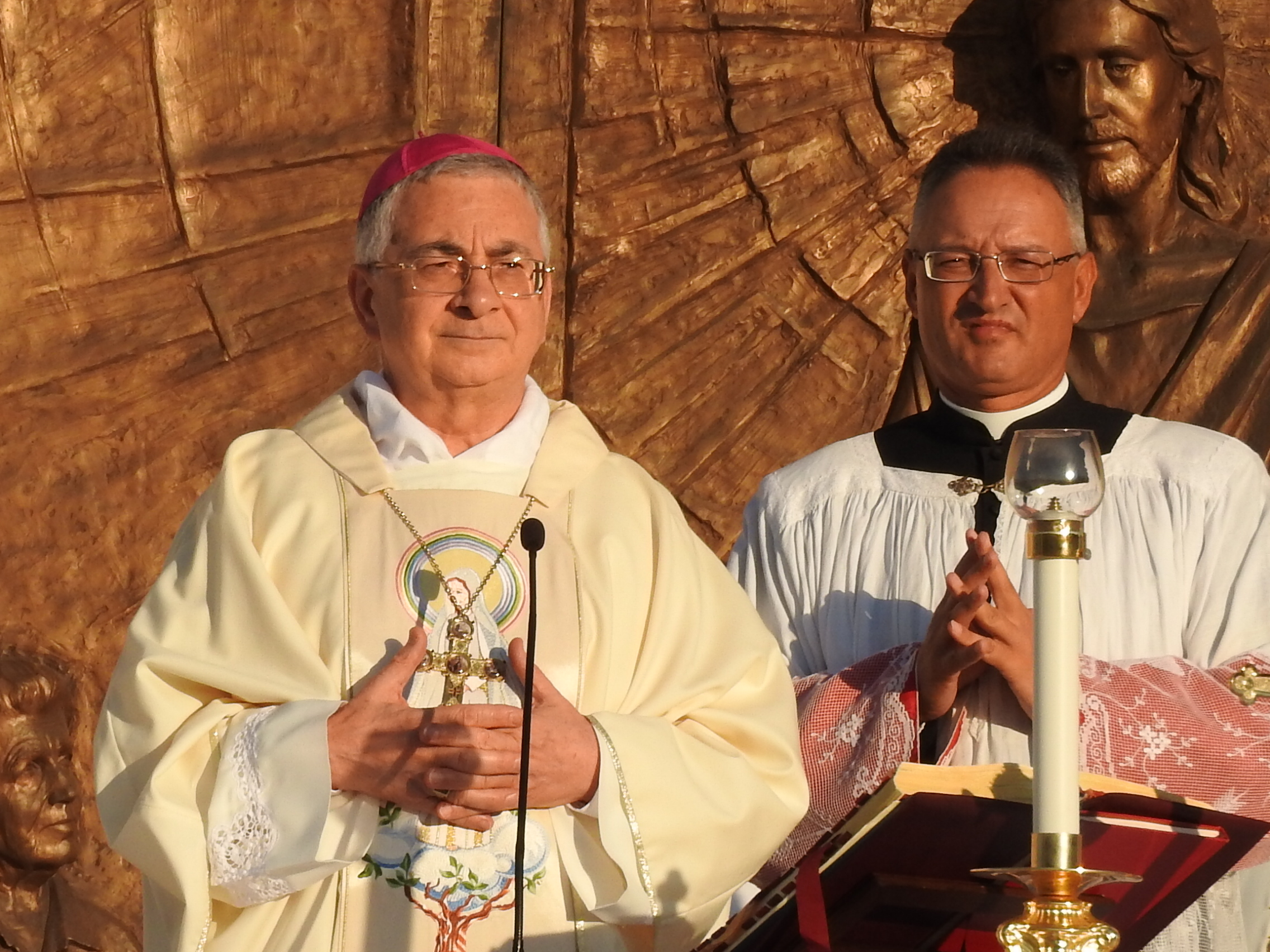
Luigi Renzo (2017)

Bischofswappen von Luigi Renzo

Luigi Renzo (* 28. Juni 1947 in Campana) ist ein italienischer Geistlicher und emeritierter römisch-katholischer Bischof von Mileto-Nicotera-Tropea.

## Leben
Luigi Renzo empfing 8. August 1971 die Priesterweihe.
Papst Benedikt XVI. ernannte ihn am 28. Juni 2007 zum Bischof von Mileto-Nicotera-Tropea. Der Erzbischof von Rossano-Cariati, Santo Marcianò, spendete ihm am 8. August desselben Jahres die Bischofsweihe; Mitkonsekratoren waren Vittorio Luigi Mondello, Erzbischof von Reggio Calabria-Bova, Andrea Cassone, Alterzbischof von  Rossano-Cariati, Domenico Tarcisio Cortese OFM, Altbischof von Mileto-Nicotera-Tropea, und Salvatore Nunnari, Erzbischof von Cosenza-Bisignano. Als Wahlspruch wählte er In caritate spes.
Papst Franziskus nahm am 1. Juli 2021 seinen vorzeitigen Rücktritt an.